# 로버트 배로
로버트 조지프 배로(Robert Joseph Barro, 1944년 9월 28일~)는 미국의 저명한 고전주의 거시경제학자이자 하버드 대학교 경제학과 교수이다.
RePEc|IDEAS/RePEc에 따르면 세계에서 가장 영향력있는 경제학자중 한 명으로서 로버트 루카스, 토마스 사전트와 함께 신고전주의 거시경제학의 창시자이다. 처음에는 캘리포니아 공과대학교에서 물리학을 전공으로 학부 과정을 마쳤으나 그 분야에서 최고가 되기는 어려울 것이라 스스로 판단하여 후에 진로를 바꿔 하버드 대학교에서 경제학 석사와 박사 과정을 마쳤다. 그는 1974년 발표한 "정부채권은 순재산인가?"라는 논문에서 "적자는 그리 큰 경제적 효과를 창출하지 못한다. 그 이유는 미래를 예측할 수 있는 사람은 미래에 조세부담 조치가 있을 것을 예측하고 현재 소비를 줄이기 때문이다." 라고 주장하며 큰 반향을 불러일으켰다. 이 주장에는 <차입과 조세에 대한 리카르도식 등가 원칙(Ricardian euqivalence of borrowing and taxing)>이라는 이름이 붙여졌는데 이는 앨런 블라인더와 로버트 솔로우가 주장한 "장기간의 정부채무는 부의 (창출)효과로 보상된다"는 것에 대한 정면반박으로 나온 것이었다. 이 논문은 가장 인용횟수가 많은 논문중 하나이며 아직까지도 논의되고 있다.